# Rebus sic stantibus
Rebus sic stantibus betreft de clausula rebus sic stantibus en is een Latijnse uitdrukking die "in gelijkblijvende omstandigheden" betekent, meer bepaald met als strekking: "mits de omstandigheden gelijk blijven".

## Gebruik in het internationaal recht
Volgens het internationaal recht kan een verdrag opgeschort of beëindigd worden, of een partij kan zich eruit terugtrekken, indien de omstandigheden veranderd zijn ten opzichte van het moment waarop het verdrag gesloten werd. Men beroept zich dan op rebus sic stantibus. Het betreft een soort imprevisie.
Om te vermijden dat staten misbruik maken van het rebus sic stantibus-beginsel, is het gebruik ervan aan strenge eisen onderworpen. Op rebus sic stantibus als grond voor de beëindiging van een bilateraal verdrag of de terugtrekking uit een multilateraal verdrag kan alleen een beroep worden gedaan als aan de volgende voorwaarden cumulatief is voldaan:
- de gewijzigde omstandigheid is niet veroorzaakt door een schending van het verdrag of het niet-nakomen van andere internationale verplichtingen door de verdragspartij die het beginsel inroept;
- het beginsel mag niet worden ingeroepen als het betreffende verdrag een grens vaststelt;
- het dient te gaan om een verandering van de omstandigheden welke bestonden op het tijdstip van de totstandkoming van een verdrag;
- de verandering van de omstandigheden dient wezenlijk te zijn;
- de verandering mag niet door de verdragspartijen zijn voorzien;
- het bestaan van de naderhand gewijzigde omstandigheden bij het sluiten van het verdrag was een belangrijke reden voor de instemming van de partijen om het verdrag te sluiten;
- het gevolg van de wijziging dient te zijn dat de strekking van verplichtingen die het verdrag oplegt geheel wordt gewijzigd.

Rebus sic stantibus is overigens niet de enige manier waarop een verdrag beëindigd kan worden: dit kan ook door het sluiten van een nieuw verdrag, het niet-nakomen van elementaire zaken uit het verdrag door een partij, overmacht, bepalingen in het verdrag daaromtrent of als de partijen dat willen.

## Oorsprong
Het was de canonist Gratianus die Augustinus citeerde dat men kon afwijken van overeenkomsten bij veranderde omstandigheden.  Bartolus haalde dit van de canonisten binnen in het ius commune.  De Spaanse iusnaturalisten vestigden dit principe in Zuid-Amerika.  Grotius boorde dit de grond in, behalve voor het volkerenrecht.   Het klassieke Romeinse recht heeft aan de problematiek van de onvoorziene omstandigheden hoegenaamd geen aandacht besteed. De redenering van de Kanonisten en moraaltheologen kan als volgt worden weergegeven. Mensen vormen hun wil onder invloed van de omstandigheden waarin zij zich bevinden. Wanneer die omstandigheden zich wijzigen, verliest een eerder wilsbesluit derhalve haar gelding. Op grond hiervan moet worden aangenomen dat iedere overeenkokmst wort gesloten onder de stilzwijgende voorwaarde dat de omstandigheden niet veranderen: de clausula rebus sic stantibus is dus het stilzwijgend vervalbeding, waarin de contractspartij wordt beschermd, die ten gevolge van na het sluiten van de overeenkomst opgetreden omstandigheden benadeeld dreigde te worden. In haar zuivere vorm heeft de clausulaleer in het privaatrecht nimmer algemene ingang gevonden, omdat onverkorte toepassing ervan de verbindende kracht van de overeenkomst op losse schroeven zou zetten. Een ontwrichting van het economisch leven zou het gevolg zijn. Het beginsel is in aangepaste vorm gecodificeerd in artikel 6:258 BW.